# Galina Nikolowa (Autorin)
Galina Nikolowa, auch bekannt als Galina Nikolova (bulgarisch Галина Николова, geboren am 5. März 1978 in Terwel) ist eine bulgarische Autorin, die vor allem für ihre Lyrik bekannt wurde.

## Leben und Werk
Galina Nikolowa wuchs in ihrer Geburtsstadt Trewel auf und zog mit 17 Jahren nach Sofia. Dort schloss sie 2001 ihr Studium mit einem Master of Cultural Studies ab. Anschließen ging sie als Fulbright Stipendiatin nach New York, wo sie Organizational Change Management studierte und sich dabei mit Themen der persönlichen Entwicklung auseinandersetzte und auch damit, wie das Internet unser Denken und unsere Wahrnehmung verändert.
Galina veröffentlichte ihre ersten Gedichte bereits im Alter von 15 Jahren. Zahlreiche Texte von ihr erschienen in bulgarischen Zeitschriften und Anthologien. In deutscher Sprache wurden Gedichte von ihr in einer Anthologie der Reihe Balkanische Alphabete des Verlags Das Wunderhorn, veröffentlicht. 2020 war die Lyrik von Galina Nikolowa Teil der Wanderausstellung Bulgarische Buchstaben, einer Initiative des Bulgarischen Kulturinstituts in Berlin und der Botschaft der Republik Bulgarien in der Bundesrepublik Deutschland. In diesem Rahmen war eines ihrer Gedichte als Teil einer Installation im James-Simon-Park in Berlin zu lesen.
Die Neue Zürcher Zeitung beschreibt ihre Texte als „Lyrik menschlicher Schicksale“, die von „feinen Andeutungen“ leben.

## Veröffentlichungen
- Passing by (Минавам) 2000
- Alongside (Отстрани) 2004
- On the other side (От другата страна) 2010